# Shibumi
Shibumi es una obra de ficción escrita por el autor estadounidense Rodney William Whitaker, que utilizaba Trevanian como seudónimo literario. Es un libro que se plantea paralelamente en dos épocas diferentes de la vida del protagonista, Nicholai Hel, su infancia y el presente narrativo de la obra. La infancia muestra la formación del protagonista en sus diversas aficiones, profesión, ideologías, relaciones personales y culturales,...se trata de una descripción minuciosa de su personalidad; mientras esta época avanza se relatan situaciones que están ocurriendo en la actualidad (no hay que olvidar que  la primera publicación del libro es de 1979) hasta que la infancia llega al presente.
Nicholai Hel es un asesino, nacido en Shanghái en 1930 y criado en una forma cosmopolita por su madre, un miembro depuesto de la aristocracia rusa, y un general en el ejército imperial japonés que se ha acantonado en la mansión de Nicholai. Con el general, Hel se introduce en el concepto de shibumi y el juego Go, finalmente es enviado a Japón, donde entrena bajo un famoso maestro del juego y se convierte a "la cultura japonesa". El maestro de esta escuela descubre la capacidad de Nicholai de escapar mentalmente de la realidad y volver descansado y fresco (transporte místico). Cuando Japón se rinde en 1945, Hel, después de largos meses de hambre, encuentra (gracias a su conocimiento de muchos idiomas) un trabajo como intérprete en el ejército de ocupación de Estados Unidos y se convierte en un agente decodificador para la inteligencia de los Estados Unidos.
Hel se entera de que el general que lo crio está detenido como prisionero de guerra por los rusos y se enfrenta a un  juicio ignominioso por crímenes de guerra, y decide que la única manera en que puede demostrar su gratitud por el hombre es matarlo y ayudarle a evitar la vergüenza de la prueba. Él logra esto a través de sus habilidades en el arte de "Naked / Kill", una disciplina marcial que entrena en el uso de elementos comunes como instrumentos de muerte. Después que Hel mata al general se le entrega a la fuerza de ocupación estadounidense. Hel es luego torturado y desfigurado por los estadounidenses y recluido en régimen de aislamiento, sin juicio, al ser Hel ciudadano de ningún país. En la cárcel, su disciplina física y mental, junto con el estudio de la lengua vasca de algunos libros viejos abandonados por un misionero, le ayudan a mantener su cordura, aunque, debido a la intensa ira y el odio, ya no es capaz de escapar mentalmente y llegar a su estado de éxtasis pacífico. Incluso se desarrolla, en su soledad, un "sentido de proximidad" a través del cual él es consciente de cualquier ser acercándose (junto con sus intenciones amistosas u hostiles), y que también le permite encontrar su camino en completa oscuridad.
Después de tres años, Hel es reclutado de su celda por el Servicio de Inteligencia de Estados Unidos. Es una necesidad desesperada de un agente capaz de causar discordia grave entre Rusia y China. Se necesita a alguien que no tiene nada que perder, que tiene rasgos europeos, y quién puede hablar chino con fluidez y ruso. Hel tiene éxito en su misión, tomando para el pago de los nombres y ubicaciones de los que lo torturaron, y va a convertirse en uno de los asesinos-mejor pagados y más hábiles del mundo.
La novela comienza con Hel, se retiró en sus sesenta años en un pequeño castillo con vistas a un pueblo de la Haute-Soule, en el montañoso País Vasco francés. Él es un miembro honorario de la población vasca local, y su mejor amigo es Beñat Le Cagot, un nacionalista vasco truculento y bardo, con quien comparte un inmenso amor por la libertad y la afición a la espeleología. Hel cree que ahora se le permite disfrutar de la vida de una manera shibumi (mezcla de epicureísmo discreto con el fatalismo y el desapego) y mejora poco a poco su jardín japonés, disfruta de la gastronomía restrictiva, y las prácticas sexuales altamente esotéricas con su concubina.
La existencia shibumi de Hel es interrumpida por la llegada de la sobrina de un hombre que salvó la vida de Hel hace muchos años, ella misma el único superviviente de una unidad de comandos judía que tomó las armas para terminar el último de los terroristas de Septiembre Negro, el resto de la pequeña Unidad ha sido baleado en un aeropuerto italiano por agentes de la CIA. Ella recurre a Hel para que la ayude a terminar su misión y eliminar a los terroristas, y vengarse de la compañía madre.
- Datos: Q2520402